# حوزه انتخابیه ایلام، ایوان، سیروان، هلیلان، چرداول، مهران، ملکشاهی و چوار
حوزهٔ انتخابیه ایلام، ایوان، سیروان، هلیلان، چرداول و مهران و ملکشاهی و چوار   یکی از ۲ حوزه از حوزه‌های استان ایلام برای انتخابات مجلس شورای اسلامی است. این حوزه به مرکزیت ایلام، ۲ نماینده دارد.

## نمایندهدوره یازدهم
سارا فلاحی، علی اکبر بسطامی

## پی‌نوشت و منبع
- «جدول حوزه‌های انتخابیه در انتخابات دهمین دورهٔ مجلس شورای اسلامی» (PDF). مرکز پژوهش و سنجش افکار صدا و سیما. بایگانی‌شده از اصلی (PDF) در ۵ اكتبر ۲۰۱۸. دریافت‌شده در ۲۵ ژوئن ۲۰۱۶. تاریخ وارد شده در |archive-date= را بررسی کنید (کمک)